# ABS-CBN
ABS-CBN Corporation (poznatiji kao ABS-CBN) je filipinski medijski konglomerat sa sjedištem u Quezon Cityju. Osnovan je 1946. godine kao Bolinao Electronics Corporation. Nastao je spajanjem Alto Broadcasting Systema i Chronicle Broadcasting Networka.

## Vanjske poveznice
- Službena web-stranica